# زیست‌تجزیه‌پذیری
زیست‌تجزیه‌پذیری یا زیست‌تخریب‌پذیری (به انگلیسی: Biodegradation) (و همچنین زیست‌فروپاشی)، به تجزیه و انحلال یک مادهٔ شیمیایی به‌وسیلهٔ ارگانیسم‌ها، به‌خصوص باکتری‌ها، گفته می‌شود. از آنجا که مواد زیست‌تجزیه‌پذیر توسط میکروارگانیسم‌ها به مواد یافت‌شدنی در طبیعت تجزیه می‌شوند، گاهی با مواد «کودپذیر» (Compostable) اشتباه گرفته می‌شوند. درحالی که زیست‌تجزیه‌پذیری تنها به معنای تجزیه شدن توسط میکروارگانیسم‌ها است، «کمپوست شدن» همراه تجزیه هوازی با اکسیژن یا بی‌هوازی بدون اکسیژن می‌باشد.
سورفاکتانت زیستی، که یک سورفاکتانت خارج سلولی ترشح شده توسط میکروارگانیسم هاست، فرایند زیست تخریب‌پذیری را افزایش می‌دهد.
مواد زیست تخریب پذیر، عموماً مواد آلی هستند که به عنوان یک مادهٔ غذایی برای میکروارگانیسم‌ها به‌کار می‌روند. از آنجا که میکروارگانیسم‌ها بسیار متعدد و متنوع هستند طیف وسیعی از ترکیبات از جمله هیدروکربن‌ها (به عنوان مثال نفت)، پلی‌کلرید بی‌فنیل‌ها (PCBها)، هیدروکربن‌های آروماتیک چندحلقه‌ای (PAHها) و مواد دارویی را تجزیه می‌کنند؛ تجزیهٔ مواد زیست‌تخریب‌پذیر ممکن است شامل هر دو مرحلهٔ زیستی و غیر زیستی باشد.

## تعریف آیوپاک
آیوپاک (اتحادیهٔ بین‌المللی شیمی محض و کاربردی: IUPAC)، فروسایی شیمیایی را به این شکل تعریف کرده‌است:
فروسایی، به‌دلیل فرایندی آنزیمی و درنتیجهٔ فعالیت یاخته‌ها است.
عوامل مؤثر بر سرعت تجزیه
در عمل، تقریباً تمام ترکیبات و مواد شیمیایی تحت تجزیهٔ زیستی قرار می‌گیرند ولی مهم سرعت نسبی چنین فرایندهایی است: نور، آب و اکسیژن از عوامل اصلی سرعت تجزیه هستند. علاوه بر این عوامل دما نیز مهم است زیرا فعالیت واکنش‌های شیمیایی در دماهای بالاتر سریع تر می‌باشد. ترکیبات قبل از تجزیه توسط ارگانیسم‌ها، باید به صورت محلول درآیند.
زیست تخریب‌پذیری می‌تواند از چند راه اندازه‌گیری شود به‌طور مثال آزمون‌های تنفس‌سنجی (Respirometry) می‌توانند برای سنجش فعالیت میکروب‌های هوازی استفاده شوند. برای اینکار ابتدا یک نمونه از مواد زائد جامد در یک ظرف به همراه میکروارگانیسم‌ها و خاک قرار داده می‌شود، سپس مخلوط هوادهی شده و طی دورهٔ چند روزه که میکروارگانیسم‌ها نمونه را ذره ذره هضم می‌کنند دی اکسیدکربن تولید می‌شود. در این شرایط مقدار CO2 حاصله به عنوان شاخص تجزیه به کار می‌رود. زیست تخریب‌پذیری می‌تواند توسط میکروب‌های بی‌هوازی صورت پذیرد در این صورت میزان گاز متان تولید شده یکی از شاخص‌های تجزیه خواهد بود.
در متون علمی، این فرایند زیست پالایی (bio-remediation) نامیده می‌شود.
زمان تقریبی برای تجزیه ترکیبات در یک محیط دریایی در جدول ذیل آورده شده‌است.
| محصول                  | زمان تجزیه         |
| ---------------------- | ------------------ |
| دستمال توالت           | ۴–۲ هفته           |
| روزنامه                | ۶ هفته             |
| هسته سیب               | ۲ ماه              |
| جعبه مقوایی            | ۲ ماه              |
| پوشش موم کارتن شیر     | ۳ ماه              |
| دستکش‌های پنبه ای       | ۵–۱ ماه            |
| دستکش‌های پشمی          | ۱ سال              |
| تخته سه لایه           | ۳–۱ سال            |
| میله‌های چوبی نقاشی شده | ۱۳ سال             |
| کیسه‌های پلاستیکی       | ۲۰–۱۰ سال          |
| قوطی‌های حلبی           | ۵۰ سال             |
| پوشک‌های یکبار مصرف     | ۱۰۰–۵۰ سال         |
| بطری‌های پلاستیکی       | ۱۰۰ سال            |
| قوطی‌های آلومینیومی     | ۲۰۰ سال            |
| بطری‌های شیشه ای        | بیش از 1میلیون سال |
| لیوان کاغذی            | 3ماه تا 5 سال      |

مواد شوینده
مواد شوینده از جمله موادی هستند که در راستای افزایش سرعت زیست تخریب‌پذیری دستخوش تغییر می‌شوند. در جوامع پیشرفته، شوینده‌های رختشویی بر پایهٔ آلکیل بنزن سولفونات خطی هستند زیرا آلکیل بنزن سولفونات‌های شاخه دار که در زمان‌های قدیم مورد استفاده بوده، به دلیل تجزیه‌پذیری بسیار آهسته شان کنار گذاشته شدند.
پلاستیک‌ها
پلاستیک‌ها با سرعت بسیار متغیری تجزیه می‌شوند. لوله‌کشی‌های بر پایهٔ PVC خصوصاً برای هدایت فاضلاب انتخاب می‌شوند زیرا PVC زیست تخریب‌پذیری بسیار آهسته‌ای دارد. این در حالی است که استفاده از برخی از مواد پلاستیکی که در محیط زیست به راحتی تجزیه می‌شوند برای بسته‌بندی مواد مختلف در حال گسترش می‌باشد.
پلیمرهایی همچون پلی کاپرولاکتون (polycaprolactone)، پلی استرها و استرهای معطر آلیفاتیک جزء پلیمرهای مصنوعی با سرعت زیست تخریب‌پذیری بالا هستند. پلی ۳- هیدروکسی بوتیرات (مشتق شده از پلی لاکتیک اسید) و پلی کاپرولاکتون‌های نمونه‌های بارزی از این دست مواد می‌باشند. سلولز استات و سلولوئید (نیترات سلولز) نیز مثال‌هایی از پلاستیک‌های بر پایهٔ سلولز با سرعت تجزیه بالا می‌باشند.
در شرایط کم اکسیژن، پلاستیک‌های زیست تخریب پذیر آهسته‌تر تجزیه می‌شوند و مشابه فرایند تجزیه در سایر مواد آلی، متان تولید می‌کنند. این فرایند تجزیه در یک تودهٔ اختصاصی کمپوست تسریع می‌شود. پلاستیک‌های بر پایهٔ نشاسته در طول دو تا چهار ماه در یک محفظهٔ کمپوست خانگی تجزیه می‌شوند، در حالی که پلی لاکتیک اسید در این شرایط تا حد زیادی تجزیه نمی‌شود و به دماهای بالاتری نیاز دارد.
ترکیبات پلی کاپرولاکتون و پلی کاپرولاکتون‌های نشاسته‌ای کندتر تجزیه می‌شوند اگرچه محتوای نشاسته‌ای آن‌ها، تجزیه را سرعت می‌بخشد، اما این فرایند چند ماه طول می‌کشد.
بسیاری از تولیدکنندگان پلاستیک ادعا کرده‌اند که پلاستیک‌های آن‌ها قابلیت کمپوست شدن را دارا هستند آن‌ها معمولاً از نشاستهٔ ذرت در ترکیب پلاستیک‌هایشان استفاده کرده‌اند. هر چند این ادعاها زیر سؤال است چرا که طبق تعریف ارائه شده توسط صنعت پلاستیک سازی، قابلیت کمپوست شدن یعنی:
«چیزی که قادر است تحت تجزیهٔ بیولوژیکی قرار گرفته به‌طوری‌که مواد حاصل از تجزیه آن با چشم قابل تشخیص نباشند و با یک سرعت سازگار با سرعت تجزیه مواد قابل کمپوست شدن، به دی‌اکسید کربن، آب، ترکیبات آلی و بیومس (زیست توده) تجزیه شوند.» (منبع: ASTM D 6002)
اصطلاح «کمپوست شدن» معمولاً برای توصیف زیست تخریب‌پذیری مواد مورد استفاده برای بسته‌بندی به کار برده می‌شد. در حالیکه تعاریفی حقوقی برای توانایی کمپوست شدن وجود دارد که طبق آن‌ها فرآیندی که منجر به تولید کمپوست می‌شود معرفی شده‌است. در ذیل چهار معیار ارائه شده توسط اتحادیهٔ اروپا برای تعریف قابلیت کمپوست شدن آمده‌است،
-ترکیت شیمیایی: باید فلزات سنگین و موادی فرار در آن محدود شده باشد.
-زیست تخریب پذیری: که عبارت است از تبدیل بیش از ۹۰٪ ماده به دی اکسیدکربن و آب توسط عمل میکروارگانیسم‌ها در طول ۶ ماه.
-توانایی تجزیه پذیری: که عبارت است از خردشدن شدن ۹۰٪ از تودهٔ اصلی به ذراتی که توانایی عبور از غربال ۲ میلی‌متری را داشته باشند.
-کیفیت: که شامل عدم وجود مواد سمی و مواد دیگری که مانع کمپوست شدن می‌شوند.

## زیست‌تجزیه پذیری
یک مادهٔ زیست‌تجزیه پذیر، عموماً یک مادهٔ آلی است که یا از مواد موجود در ساختار زیستیِ گیاهان و حیوانات تشکیل شده‌باشد یا از مواد شبیه به آنچه در گیاهان و حیوانات موجود است و قابلیت مصرف به‌ وسیلهٔ میکرو ارگانیسم‌ها را دارد. زیست‌ تجزیه‌پذیر (به انگلیسی: Biodegradable) به موادی گفته می‌شود که توسط فرایندهای طبیعی و با کمک میکرو ارگانیسم‌ها (مانند باکتری‌ها و قارچ‌ها) در محیط‌ زیست تجزیه شده و به عناصر ساده‌تری مانند آب، دی‌اکسید کربن و مواد آلی تبدیل می‌شوند. این فرآیند معمولاً در حضور اکسیژن و رطوبت انجام می‌گیرد و بسته به نوع ماده و شرایط محیطی، ممکن است از چند هفته تا چند سال طول بکشد.